# Yūki Hashioka
Yūki Hashioka (jap. 橋岡 優輝, Hashioka Yūki; * 23. Januar 1999 in Saitama) ist ein japanischer Leichtathlet, der sich auf den Weitsprung spezialisiert hat. 2019 wurde er in dieser Disziplin Asienmeister.

## Sportliche Laufbahn
Erste internationale Erfahrungen sammelte Yūki Hashioka bei den U20-Weltmeisterschaften 2016 im polnischen Bydgoszcz, bei denen er mit 7,31 m im Finale Rang zehn belegte. Zwei Jahre später siegte er mit 8,03 m bei den U20-Weltmeisterschaften 2018 in Tampere. Ende August nahm er erstmals an den Asienspielen in Jakarta teil und belegte mit 8,05 m den vierten Platz. Bei den Asienmeisterschaften 2019 in Doha gewann er mit neuer persönlicher Bestleistung von 8,22 m den Titel. Seinen nächsten internationalen Sieg erzielte er mit einem Sprung auf 8,01 m bei der Universiade in Neapel. Damit qualifizierte er sich auch für die Weltmeisterschaften in Doha, bei denen er mit 7,97 m im Finale den achten Platz belegte. 2020 siegte er mit 7,96 m beim Seiko Golden Grand Prix und im Jahr darauf siegte er mit 8,07 m bei Ready Steady Tokyo - Athletics und mit 8,23 m beim Denka Athletics Challenge Cup. Daraufhin nahm er an den Olympischen Sommerspielen in Tokio teil und belegte dort mit 8,10 m im Finale den sechsten Platz. 
2022 brachte er bei den Hallenweltmeisterschaften in Belgrad keinen gültigen Versuch zustande und gelangte im Juli bei den Weltmeisterschaften in Eugene mit 7,86 m im Finale auf Rang zehn. Im Jahr darauf wurde er bei der Athletissima mit 7,98 m Dritter und anschließend schied er bei den Weltmeisterschaften in Budapest mit 7,94 m in der Qualifikationsrunde aus. Daraufhin wurde er beim Prefontaine Classic mit 8,15 m Dritter. 2024 verpasste er bei den Olympischen Sommerspielen in Paris mit 7,81 m den Finaleinzug.
In den Jahren von 2017 bis 2019 sowie 2021, 2022 und 2024 wurde Hashioka japanischer Meister im Weitsprung. Sein Vater Toshiyuki war als Stabhochspringer erfolgreich, seine Mutter Naomi als Hürdenläuferin.